# Niphargus sphagnicolus
Niphargus sphagnicolus is een vlokreeftensoort uit de familie van de Niphargidae. De wetenschappelijke naam van de soort is voor het eerst geldig gepubliceerd in 1956 door Rejic.